# MTV Movie Award a legjobb küzdelmi jelenetért
Ez a szócikk az MTV Movie Award a legjobb küzdelmi jelenetért járó díj díjazottjainak listáját tartalmazza. A kategóriában 1996 óta adnak át díjat.

## Győztesek és jelöltek

### 1990-es évek
| Év   | Színészek Film                                              | Jelöltek |
| ---- | ----------------------------------------------------------- | --- |
| 1996 | Adam Sandler vs. Bob Barker – Happy, a flúgos golfos        | John Travolta vs. Christian Slater - Rés a pajzson Pierce Brosnan vs. Famke Janssen - Aranyszem Jackie Chan vs. rosszfiúk - Balhé Bronxban                                                                       |
| 1997 | Fairuza Balk vs. Robin Tunney – Bűvölet                     | Matthew Broderick vs. Jim Carrey - A kábelbarát Jim Brown vs. egy marslakó - Támad a Mars! Jackie Chan vs. csatlósok - Jackie Chan: Első csapás Pamela Anderson vs. egy rosszfiú - Barb Wire – Bosszúálló angyal |
| 1998 | Will Smith vs. Edgar, a bogár – Men in Black – Sötét zsaruk | Harrison Ford vs. Gary Oldman - Az elnök különgépe Milla Jovovich vs. földönkívüliek - Az ötödik elem Demi Moore vs. Viggo Mortensen - G. I. Jane Michelle Yeoh vs. rosszfiúk - A holnap markában                |
| 1999 | Ben Stiller vs. Puffy, a kutya – Keresd a nőt!              | Wesley Snipes vs. vámpírok - Penge Antonio Banderas vs. Catherine Zeta-Jones - Zorro álarca Jackie Chan és Chris Tucker vs. kínai banda - Csúcsformában                                                          |

### 2000-es évek
| Év   | Színészek Film                                                    | Jelöltek |
| ---- | ----------------------------------------------------------------- | --- |
| 2000 | Keanu Reeves vs. Laurence Fishburne – Mátrix                      | Mike Myers vs. Verne Troyer - KicsiKÉM – Austin Powers 2. Liam Neeson és Ewan McGregor vs. Ray Park - Star Wars I. rész – Baljós árnyak Edward Norton vs. önmaga - Harcosok klubja |
| 2001 | Csang Ce-ji vs. egy ivó vendégei – Tigris és sárkány              | Drew Barrymore vs. támadók - Charlie Angyalai Russell Crowe vs. Sven-Ole Thorsen és egy tigris - Gladiátor Jet Li vs. támadók - Öld meg Rómeót! |
| 2002 | Jackie Chan & Chris Tucker vs. hongkongi banda – Csúcsformában 2. | Angelina Jolie vs. Robot - Lara Croft: Tomb Raider Christopher Lee vs. Ian McKellen - A Gyűrűk Ura: A Gyűrű Szövetsége Jet Li vs. önmaga - Az egyetlen |
| 2003 | Yoda vs. Christopher Lee – Star Wars II. rész – A klónok támadása | Jet Li vs. támadók - Bölcsőd lesz a koporsód Johnny Knoxville vs. Eric Esch - Jackass: A vadbarmok támadása Fann Wong vs. palota őrök - Londoni csapás |
| 2004 | Uma Thurman vs. Chiaki Kuriyama – Kill Bill 1.                    | Hugh Jackman vs. Kelly Hu - X-Men 2. Keanu Reeves vs. Hugo Weaving - Mátrix – Újratöltve Dwayne Johnson vs. Ernie Reyes, Jr. és a támadók - Az Amazonas kincse Queen Latifah vs. Missi Pyle - Több a sokknál                                                                            |
| 2005 | Uma Thurman vs. Daryl Hannah – Kill Bill 2.                       | A bemondók harca - A híres Ron Burgundy legendája Brad Pitt vs. Eric Bana - Trója Csang Ce-ji vs. császári katonák - A repülő tőrök klánja |
| 2006 | Angelina Jolie vs. Brad Pitt – Mr. és Mrs. Smith                  | King Kong vs. repülők - King Kong Stephen Chow vs. The Axe Gang - A pofonok földje Ewan McGregor vs. Hayden Christensen - Star Wars III. rész – A sithek bosszúja |
| 2007 | Gerard Butler vs. Robert Maillet – 300                            | Jack Black és Héctor Jiménez vs. Los Duendos - Nacho Libre Sacha Baron Cohen vs. Ken Davitian - Borat: Kazah nép nagy fehér gyermeke menni művelődni Amerika Will Ferrell vs. Jon Heder - Jégi dicsőségünk Uma Thurman vs. Anna Faris - A szuper exnőm                                  |
| 2008 | Sean Faris vs. Cam Gigandet – Sose hátrálj meg                    | "Alien" vs. "Predator" - Aliens vs. Predator – A Halál a Ragadozó ellen 2. Hayden Christensen vs. Jamie Bell - Hipervándor Matt Damon vs. Joey Ansah - A Bourne-ultimátum Tobey Maguire vs. James Franco - Pókember 3. Chris Tucker és Jackie Chan vs. Sun Ming Ming - Csúcsformában 3. |
| 2009 | Robert Pattinson vs. Cam Gigandet – Alkonyat                      | Anne Hathaway vs. Kate Hudson - A csajok háborúja Christian Bale vs. Heath Ledger - A sötét lovag Ron Perlman vs. Luke Goss - Pokolfajzat II: Az Aranyhadsereg Seth Rogen és James Franco vs. Danny McBride - Ananász expressz                                                          |

### 2010-es évek
| 2010 | Beyoncé Knowles vs. Ali Larter – Őrült szenvedély                                                                                   | Hugh Jackman és Liev Schreiber vs. Ryan Reynolds - X-Men kezdetek: Farkas Logan Lerman vs. Jake Abel - Villámtolvaj – Percy Jackson és az olimposziak Robert Downey Jr. vs. Mark Strong - Sherlock Holmes Sam Worthington vs. Stephen Lang - Avatar |                        |                        |                        |
| 2011 | Robert Pattinson vs. Bryce Dallas Howard és Xavier Samuel – Alkonyat – Napfogyatkozás                                               | Amy Adams vs. A nővérek - A harcos Chloë Grace Moretz vs. Mark Strong - HA/VER Daniel Radcliffe, Emma Watson és Rupert Grint vs. Arben Bajraktaraj és Rod Hunt - Harry Potter és a Halál ereklyéi 1. Joseph Gordon-Levitt vs. folyosói támadó - Eredet |                        |                        |                        |
| 2012 | Jennifer Lawrence és Josh Hutcherson vs. Alexander Ludwig – Az éhezők viadala                                                       | Daniel Radcliffe vs. Ralph Fiennes - Harry Potter és a Halál ereklyéi 2. Tom Cruise vs. Michael Nyqvist - Mission: Impossible – Fantom protokoll Channing Tatum és Jonah Hill vs. kölyök banda - 21 Jump Street – A kopasz osztag Joel Edgerton vs. Tom Hardy - Warrior |                        |                        |                        |
| 2013 | Robert Downey Jr., Chris Evans, Mark Ruffalo, Chris Hemsworth, Scarlett Johansson és Jeremy Renner vs. Tom Hiddleston – Bosszúállók | Christian Bale vs. Tom Hardy - A sötét lovag – Felemelkedés Jamie Foxx vs. Candieland-i csatlósok - Django elszabadul Daniel Craig vs. Ola Rapace - Skyfall Mark Wahlberg vs. Seth MacFarlane - Ted |                        |                        |                        |
| 2014 | Orlando Bloom és Evangeline Lilly vs. Orkok – A hobbit: Smaug pusztasága                                                            | Jason Bateman vs. Melissa McCarthy - Személyiségtolvaj Jennifer Lawrence, Josh Hutcherson és Sam Claflin vs. Mutáns majmok - Az éhezők viadala: Futótűz Jonah Hill vs. James Franco és Seth Rogen - Itt a vége Simon Pegg, Nick Frost, Paddy Considine, Martin Freeman és Eddie Marsan vs. Android - Világvége Will Ferrell, Paul Rudd, David Koechner és Steve Carell vs. James Marsden vs. Sacha Baron Cohen vs. Kanye West vs. Tina Fey és Amy Poehler vs. Jim Carrey és Marion Cotillard vs. Will Smith vs. Liam Neeson és John C. Reilly vs. Greg Kinnear - Ron Burgundy: A legenda folytatódik |                        |                        |                        |
| 2015 | Dylan O’Brien vs. Will Poulter – Az útvesztő                                                                                        | Chris Evans vs. Sebastian Stan - Amerika Kapitány: A tél katonája Edward Norton vs. Michael Keaton - Birdman avagy (A mellőzés meglepő ereje) Jonah Hill vs. Jillian Bell - 22 Jump Street – A túlkoros osztag Seth Rogen vs. Zac Efron - Rossz szomszédság |                        |                        |                        |
| 2016 | Ryan Reynolds vs. Ed Skrein – Deadpool                                                                                              | Leonardo DiCaprio vs. medve - A visszatérő Charlize Theron vs. Tom Hardy - Mad Max – A harag útja Robert Downey Jr. vs. Mark Ruffalo - Bosszúállók: Ultron kora Daisy Ridley vs. Adam Driver - Star Wars VII. rész – Az ébredő Erő Melissa McCarthy vs. Nargis Fakhri - A kém |                        |                        |                        |
| 2018 | Gal Gadot vs. német katonák – Wonder Woman                                                                                          | Charlize Theron vs. Daniel Hargrave és Greg Rementer - Atomszőke Danai Gurira, Scarlett Johansson és Elizabeth Olsen vs. Carrie Coon - Bosszúállók: Végtelen háború Chadwick Boseman vs. Winston Duke - Fekete Párduc Chris Hemsworth vs. Mark Ruffalo - Thor: Ragnarök |                        |                        |                        |
| 2019 | Brie Larson vs. Gemma Chan – Marvel Kapitány                                                                                        | Josh Brolin vs. Chris Evans - Bosszúállók: Végjáték Maisie Williams vs. a Mások - Trónok harca Ruth Bader Ginsburg vs. egyenlőtlenség - RBG Luke Lerdwichagul vs. Michael Tang vs. Edward Thai - Hitbox Becky Lynch vs. Ronda Rousey vs. Charlotte Flair - WrestleMania 35 |                        |                        |                        |
| 2020 | Nem osztottak ki díjat | Nem osztottak ki díjat | Nem osztottak ki díjat | Nem osztottak ki díjat | Nem osztottak ki díjat |

### 2020-as évek
| Év   | Győztesek                              | Győztesek                       | Jelöltek |            |
| Év   | Színészek                              | Film / Műsor                    | Jelöltek |            |
| ---- | -------------------------------------- | ------------------------------- | --- | ---------- |
| 2021 | Szkriptelt                             | Szkriptelt                      | Szkriptelt | Szkriptelt |
| 2021 | Elizabeth Olsen vs. Kathryn Hahn       | WandaVízió                      | - Végső vidámparki harc - Ragadozó madarak - Starlight, Queen Maeve, Kimiko vs. Stormfront - A fiúk - Végső harc - Cobra Kai - Final Fight vs. Steppenwolf - Zack Snyder: Az Igazság Ligája |            |
| 2021 | Nem szkriptelt                         |                                 | |            |
| 2021 | Kourtney Kardashian vs. Kim Kardashian | Keeping Up with the Kardashians | - Chrishell Stause vs. Christine Quinn - Hollywoodi ingatlanosok - Jackie Goldschneider vs. Teresa Giudice - The Real Housewives of New Jersey - Kevin Candelario vs. Tamisha Iman - Drag Race: Untucked! - Law Roach vs. Dominique Jackson - Legendary                                                  |            |
| 2022 | Szkriptelt                             | Szkriptelt                      | Szkriptelt |            |
| 2022 | Cassie vs. Maddy                       | Eufória                         | - Guy vs. Dude - Free Guy - buszos harc - Shang-Chi és a tíz gyűrű legendája - Fekete Özvegy vs. Özvegyek Fekete Özvegy - Végső harc - Pókember: Nincs hazaút |            |
| 2022 | Nem szkriptelt                         |                                 | |            |
| 2022 | Bosco vs. Lady Camden                  | RuPaul – Drag Queen leszek!     | - Candiace Dillard Basset vs. Mia Thornton - The Real Housewives of Potomac - Margaret Josephs vs. Teresa Giudice - The Real Housewives of New Jersey - Christine Quinn vs. Chrishell Stause - Hollywoodi ingatlanosok - Danielle Olivera vs. Ciara Miller vs. Lindsay Hubbard - Hollywoodi ingatlanosok |            |
| 2023 | Courteney Cox vs. Szellempofa          | Sikoly VI.                      | - Brad Pitt vs. Bad Bunny - A gyilkos járat - Jamie Campbell Bower vs. Millie Bobby Brown - Stranger Things - Keanu Reeves vs. Mindenki - John Wick: 4. felvonás - Szökés a Narkina 5-ről - Andor |            |

## Külső hivatkozások
- Az MTV Movie Awards hivatalos weboldala Archiválva 2012. május 22-i dátummal a Wayback Machine-ben